# Altopiani lusaziani
Gli Altopiani lusaziani (in lingua ceca: Šluknovská pahorkatina; in tedesco: Lausitzer Bergland; in polacco: Łužiske hory) sono una regione collinare ad ovest della catena montuosa dei Sudeti, al confine tra la Repubblica Ceca e la Germania. L'area prende il nome dalla regione storica dell'Alta Lusazia.
Si tratta di una regione turistica per il suo pregio paesaggistico e la presenza di località come Schirgiswalde, Šluknov e Rumburk. Il fiume Sprea, che attraversa Berlino, nasce nella regione.